# لندلر

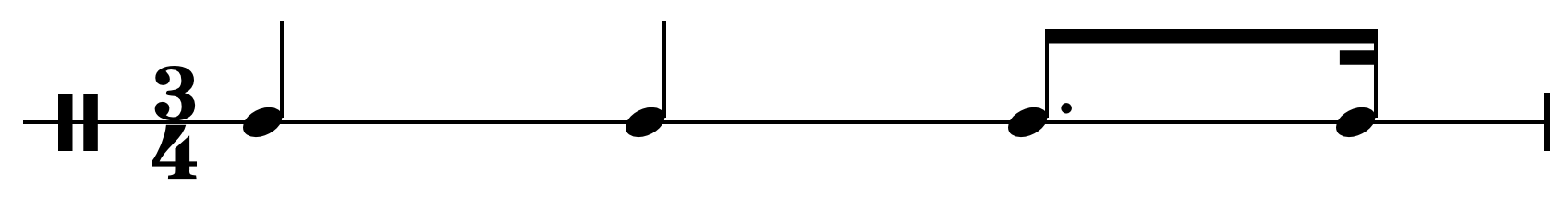
ریتم لندلر

لندلر (به آلمانی: Ländler) یک رقص فولکلور در میزان 3
4 (والس) است که از دورهٔ بیدرمایر در اتریش، جنوب آلمان و بخش آلمانی سوئیس انجام می‌شود. تاریخچهٔ این رقص به اواخر قرن هجدهم میلادی و دورهٔ پیش از رمانتیک باز می‌گردد. آهنگسازانی همچون بتهون، فرانتس شوبرت و آنتون بروکنر لندلرهایی ساخته‌اند.